# Renault Ceres
Pour les articles homonymes, voir Cérès.
Le Renault Ceres est un modèle de tracteur lancé en 1993 par Renault Agriculture, qui est une filiale du constructeur automobile Renault. Il était construit au Mans, en France. La commercialisation finit en 2003.
Environ 28 000 tracteurs de ce modèle ont été vendus. On trouve beaucoup de modèles d'occasion dans les pays de l'Est de l'Europe.